# Список іноземців — кавалерів Лицарського хреста Залізного хреста
Список іноземних громадян, нагороджених Лицарським хрестом Залізного хреста. В список входять іноземні військовики і добровольці вермахту та військ СС.
Загалом Лицарський хрест Залізного хреста отримали 74 іноземці: 18 румунів, 12 латишів, 10 італійців, 8 угорців, 4 бельгійців (3 валлонів і фламандець), 4 естонців, 4 нідерландців, 3 данців, 3 французів, 2 іспанців, 2 словаків, 2 фінів і 2 японців. З них 9 потім отримали дубове листя (3 румунів, 2 японців, бельгієць, естонець, іспанець і фін), 1 (японець) — мечі до Лицарського хреста. 

## Лицарський хрест Залізного хреста з дубовим листям і мечами (1)
| Фотографія | Ім'я            | Країна           | Звання       | Посада                                                | Дата нагородження | Примітки       |
| ---------- | --------------- | ---------------- | ------------ | ----------------------------------------------------- | ----------------- | -------------- |
|            | Ямамото Ісороку | Японська імперія | Маршал флоту | Головнокомандувач Об'єднаного флоту Японської імперії | 27 травня 1943    | Загинув у бою. |

## Лицарський хрест Залізного хреста з дубовим листям (9)
| № | Фотографія | Ім'я                         | Країна                | Звання                      | Посада                                                         | Дата нагородження    | Примітки                                                                                    |
| - | ---------- | ---------------------------- | --------------------- | --------------------------- | -------------------------------------------------------------- | -------------------- | ------------------------------------------------------------------------------------------- |
| 1 |            | Міхай Ласкер                 | Румунське королівство | Дивізійний генерал          | Командир 6-ї піхотної дивізії                                  | 26 листопада 1942    |                                                                                             |
| 2 |            | Агустін Муньйос Грандес      | Іспанія               | Генерал-лейтенант           | Командир Блакитної дивізії                                     | 8 грудня 1942        |                                                                                             |
| 3 |            | Ямамото Ісороку              | Японська імперія      | Маршал флоту                | Головнокомандувач Об'єднаного флоту Японської імперії          | 27 травня 1943       | Загинув у бою.                                                                              |
| 4 |            | Корнеліу Теодоріні           | Румунське королівство | Бригадний генерал           | Командир 6-ї кавалерійської дивізії                            | 8 грудня 1943        |                                                                                             |
| 5 |            | Петре Думітреску             | Румунське королівство | Армійський генерал          | Командувач 3-ї армії                                           | 4 квітня 1944        |                                                                                             |
| 6 |            | Мінеїті Кога                 | Японська імперія      | Маршал флоту                | Головнокомандувач Об'єднаного флоту Японської імперії          | 12 травня 1944       | Загинув в авіакатастрофі.                                                                   |
| 7 |            | Барон Карл Густав Маннергейм | Фінляндія             | Маршал                      | Головнокомандувач Збройних сил Фінляндії                       | 5 серпня 1944        |                                                                                             |
| 8 |            | Леон Дегрель                 | Бельгія               | Штурмбанфюрер резерву СС    | Командир 28-ї добровольчої гренадерської дивізії СС «Валлонія» | 27 серпня 1944       |                                                                                             |
| 9 |            | Альфонс Ребане               | Естонія               | Оберштурмбанфюрер військ СС | Командир 46-го гренадерського полку СС (естонського №2)        | 9 травня 1945 (№875) | Єдиний іноземець, чиє нагородження отримало номер, наче нагородження громадянина Німеччини. |

## Лицарський хрест Залізного хреста (74)
| №  | Фотографія | Ім'я                         | Країна                | Звання                      | Посада | Дата нагородження | Примітки                                                                |
| -- | ---------- | ---------------------------- | --------------------- | --------------------------- | --- | ----------------- | ----------------------------------------------------------------------- |
| 1  |            | Іон Антонеску                | Румунське королівство | Маршал                      | Верховний головнокомандувач Румунської армії | 6 серпня 1941     | Отримав одночасно Залізний хрест 2-го і 1-го класу та Лицарський хрест. |
| 2  |            | Міхай Ласкер                 | Румунське королівство | Бригадний генерал           | Командир 1-ї змішаної гірськострілецької бригади | 30 серпня 1941    |                                                                         |
| 3  |            | Барон Карл Густав Маннергейм | Фінляндія             | Фельдмаршал                 | Головнокомандувач Збройних сил Фінляндії | 30 серпня 1941    |                                                                         |
| 4  |            | Міклош Горті                 | Угорщина              | Віцеадмірал                 | Регент Угорського королівства | 10 вересня 1941   |                                                                         |
| 5  |            | Бела Міклош                  | Угорщина              | Генерал-майор               | Командир Рухомого корпусу | 4 грудня 1941     |                                                                         |
| 6  |            | Феделе де Джорджіс           | Королівство Італія    | Дивізійний генерал          | Командир 55-ї дивізії «Савона» | 9 січня 1942      |                                                                         |
| 7  |            | Джованні Мессе               | Королівство Італія    | Маршал Італії               | Командувач експедиційного корпусу в Росії | 23 січня 1942     |                                                                         |
| 8  |            | Августин Малар               | Словаччина            | Генерал 1-го класу          | Командир Швидкої дивізії | 23 січня 1942     |                                                                         |
| 9  |            | Уго де Кароліс               | Королівство Італія    | Бригадний генерал           | Командир 52-ї дивізії «Торіно» | 9 лютого 1942     | Загинув у бою.                                                          |
| 10 |            | Граф Уго Кавальєро           | Королівство Італія    | Генерал армії               | Начальник Генштабу | 14 лютого 1942    |                                                                         |
| 11 |            | Агустін Муньйос Грандес      | Іспанія               | Генерал-майор               | Командир Блакитної дивізії | 12 березня 1942   |                                                                         |
| 12 |            | Йозеф Туранець               | Словаччина            | Бригадний генерал           | Командир Швидкої дивізії | 7 серпня 1942     |                                                                         |
| 13 |            | Корнеліу Драгаліна           | Румунське королівство | Дивізійний генерал          | Командир 6-го армійського корпусу | 9 серпня 1942     |                                                                         |
| 14 |            | Георге Маноліу               | Румунське королівство | Дивізійний генерал          | Командир 4-ї гірської дивізії | 30 серпня 1942    |                                                                         |
| 15 |            | Петре Думітреску             | Румунське королівство | Армійський генерал          | Командувач 3-ї армії | 1 вересня 1942    |                                                                         |
| 16 |            | Енцо Гроссі                  | Королівство Італія    | Капітан фрегата             | Командир підводного човна «Агостіно Барбаріго» | 7 жовтня 1942     |                                                                         |
| 17 |            | Іоан Думітраче               | Румунське королівство | Бригадний генерал           | Командир 2-ї гірської дивізії | 21 листопада 1942 |                                                                         |
| 18 |            | Георге Расканеску            | Румунське королівство | Майор                       | Командир 1-го батальйону 15-го румунського піхотного полку | 4 грудня 1942     |                                                                         |
| 19 |            | Ніколае Татарану             | Румунське королівство | Дивізійний генерал          | Командир 20-ї піхотної дивізії | 17 грудня 1942    |                                                                         |
| 20 |            | Раду Корне                   | Румунське королівство | Полковник                   | Командир 8-ї гірської дивізії | 18 грудня 1942    |                                                                         |
| 21 |            | Герардус Мойман              | Нідерланди            | Штурмман СС                 | Командир гармати 14-ї роти добровольчого легіону СС «Недерланд»                                                                                                  | 20 лютого 1943    | Перший кавалер-іноземний доброволець військ СС.                         |
| 22 |            | Граф Карло Феча ді Коссато   | Королівство Італія    | Капітан фрегата             | Командир підводного човна «Енріко Таццолі» | 19 березня 1943   |                                                                         |
| 23 |            | Іоан Христя                  | Румунське королівство | Полковник                   | Командир 2-го кавалерійського полку каларашів «Генерал Давид Прароргеску»                                                                                        | 28 березня 1943   |                                                                         |
| 24 |            | Густав Яні                   | Угорщина              | Генерал-полковник           | Командувач 2-ї армії | 31 березня 1943   |                                                                         |
| 25 |            | Італо Гарібольді             | Королівство Італія    | Генерал армії               | Командувач експедиційного корпусу в Росії | 1 квітня 1943     |                                                                         |
| 26 |            | Джіліо Мартінат              | Королівство Італія    | Полковник                   | Начальник штабу Альпійського корпусу | 3 квітня 1943     | Загинув у бою.                                                          |
| 27 |            | Іоан Палагіта                | Румунське королівство | Майор                       | Командир 1-го батальйону 94-го піхотного полку | 7 квітня 1943     |                                                                         |
| 28 |            | Джанфранко Гаццана Пріароджа | Королівство Італія    | Капітан корвета             | Командир підводного човна «Леонардо да Вінчі» | 26 травня 1943    | Загинув у бою.                                                          |
| 29 |            | Ямамото Ісороку              | Японська імперія      | Маршал флоту                | Головнокомандувач Об'єднаного флоту Японської імперії | 27 травня 1943    | Загинув у бою.                                                          |
| 30 |            | Корнеліу Теодоріні           | Румунське королівство | Полковник                   | Командир 6-ї кавалерійської дивізії | 27 серпня 1943    |                                                                         |
| 31 |            | Еміліо Естебан-Інфантес      | Іспанія               | Генерал-майор               | Командир Блакитної дивізії | 3 жовтня 1943     |                                                                         |
| 32 |            | Леонард Мочульський          | Румунське королівство | Бригадний генерал           | Командир 3-ї гірської дивізії | 19 грудня 1943    |                                                                         |
| 33 |            | Волдемарс Вейсс              | Латвія                | Штандартенфюрер СС          | Командир 2-ї латиської добровольчої бригади СС | 9 лютого 1944     |                                                                         |
| 34 |            | Леон Дегрель                 | Бельгія               | Гауптштурмфюрер резерву СС  | Командир 5-ї добровольчої штурмової бригади СС «Валлонія» | 20 лютого 1944    |                                                                         |
| 35 |            | Альфонс Ребане               | Естонія               | Майор                       | Командир 658-го добровольчого батальйону бойової групи «Шпет» 38-го армійського корпусу                                                                          | 23 лютого 1944    |                                                                         |
| 36 |            | Ерміл Георгіу                | Румунське королівство | Генерал ескадри             | Начальник Генштабу ВПС Румунії | 4 квітня 1944     |                                                                         |
| 37 |            | Гаральд Нугісекс             | Естонія               | Унтершарфюрер військ СС     | Командир взводу 1-ї роти 46-го добровольчого гренадерського полку СС 20-ї гренадерської дивізії військ СС                                                        | 9 квітня 1944     |                                                                         |
| 38 |            | Еманоїл Іонеску              | Румунське королівство | Генерал ескадри             | Командир 1-го авіакорпусу | 10 травня 1944    |                                                                         |
| 39 |            | Мінеїті Кога                 | Японська імперія      | Маршал флоту                | Головнокомандувач Об'єднаного флоту Японської імперії | 12 травня 1944    | Загинув в авіакатастрофі.                                               |
| 40 |            | Хорія Мачелларіу             | Румунське королівство | Контрадмірал                | Командир дивізії Чорного моря | 21 травня 1944    |                                                                         |
| 41 |            | Геза Лакатош                 | Угорщина              | Генерал-полковник           | Командувач 1-ї армії | 24 травня 1944    |                                                                         |
| 42 |            | Егон Крістоферсен            | Данія                 | Унтершарфюрер резерву СС    | Командир взводу 7-ї роти 24-го добровольчого танково-гренадерського полку СС «Данмарк» 11-ї добровольчої танково-гренадерської дивізії СС «Норланд»              | 11 липня 1944     |                                                                         |
| 43 |            | Ерік Гейнрікс                | Фінляндія             | Генерал піхоти              | Начальник Генштабу | 5 серпня 1944     |                                                                         |
| 44 |            | Гаральд Ріїпалу              | Естонія               | Оберштурмбанфюрер військ СС | Командир 45-го гренадерського полку військ СС 20-ї гренадерської дивізії військ СС                                                                               | 23 серпня 1944    |                                                                         |
| 45 |            | Пауль Майтла                 | Естонія               | Гауптштурмфюрер військ СС   | Командир 1-го батальйону 45-го гренадерського полку військ СС 20-ї гренадерської дивізії військ СС                                                               | 23 серпня 1944    |                                                                         |
| 46 |            | Едгар Радулеску              | Румунське королівство | Бригадний генерал           | Командир 11-ї піхотної дивізії | 3 липня 1944      |                                                                         |
| 47 |            | Іоан Міхай Раковіце          | Румунське королівство | Дивізійний генерал          | Командувач 4-ї армії | 8 липня 1944      |                                                                         |
| 48 |            | Дерк-Ельско Бруїнс           | Нідерланди            | Ротенфюрер СС               | Командир гармати 1-ї роти 54-го протитанкового дивізіону СС «Недерланд»                                                                                          | 23 серпня 1944    |                                                                         |
| 49 |            | Карліс Аператіс              | Латвія                | Оберштурмбанфюрер військ СС | Командир 32-го гренадерського полку СС 15-ї гренадерської дивізії військ СС                                                                                      | 21 вересня 1944   | Застрелився.                                                            |
| 50 |            | Жаніс Буткус                 | Латвія                | Гауптштурмфюрер військ СС   | Командир 10-ї роти 19-го польового запасного батальйону СС 9-ї гренадерської дивізії військ СС                                                                   | 21 вересня 1944   |                                                                         |
| 51 |            | Ремі Шрійнен                 | Бельгія               | Штурмман СС                 | Навідник гармати 5-ї протитанкової роти 1-го батальйону 6-ї добровольчої штурмової бригади СС «Лангемарк»                                                        | 21 вересня 1944   | Єдиний кавалер-фламандець.                                              |
| 52 |            | Леон Гілліс                  | Бельгія               | Унтерштурмфюрер СС          | Командир взводу 28-ї добровольчої гренадерської дивізії СС «Валлонія»                                                                                            | 30 вересня 1944   |                                                                         |
| 53 |            | Каспар Шпорк                 | Нідерланди            | Унтершарфюрер СС            | Командир гармати 5-ї (важкої) роти 11-го добровольчого танково-гренадерського полку СС 11-ї добровольчої танкового-гренадерської дивізії СС                      | 23 жовтня 1944    |                                                                         |
| 54 |            | Йозеф Геслені                | Угорщина              | Генерал-полковник           | Командувач 3-ї армії | 28 жовтня 1944    |                                                                         |
| 55 |            | Міхай Ібраній                | Угорщина              | Фельдмаршал-лейтенант       | Командир 1-ї гусарської дивізії | 26 листопада 1944 |                                                                         |
| 56 |            | Золтан Сюдьї                 | Угорщина              | Генерал-майор               | Командир дивізії «Святий Ласло» | 12 січня 1945     |                                                                         |
| 57 |            | Жаніс Ансонс                 | Латвія                | Гауптшарфюрер військ СС     | Командир взводу 3-ї роти 14-го гренадерського полку військ СС (латвійського № 6) 19-ї гренадерської дивізії військ СС                                            | 16 січня 1945     |                                                                         |
| 58 |            | Мієрвалдіс Адамсонс          | Латвія                | Гауптштурмфюрер військ СС   | Командир 6-ї роти 44-го гренадерського полку СС 19-ї гренадерської дивізії військ СС                                                                             | 25 січня 1945     |                                                                         |
| 59 |            | Робертс Анцанс               | Латвія                | Оберштурмфюрер військ СС    | Начальник школи рукопашного бою 19-го запасного польового батальйону військ СС 19-ї гренадерської дивізії військ СС                                              | 25 січня 1945     |                                                                         |
| 60 |            | Ніколайс Ґалдіньш            | Латвія                | Оберштурмбанфюрер військ СС | Командир 42-го гренадерського полку військ СС «Волдемарс Вейсс» 19-ї гренадерської дивізії військ СС                                                             | 25 січня 1945     |                                                                         |
| 61 |            | Серен Кам                    | Данія                 | Унтерштурмфюрер СС          | Командир 1-ї роти 9-го танкового полку СС «Германія» 4-го танкового корпусу СС                                                                                   | 7 лютого 1945     |                                                                         |
| 62 |            | Дежьо Ласло                  | Угорщина              | Генерал-полковник           | Командувач 1-ї армії | 5 березня 1945    |                                                                         |
| 63 |            | Йоганнес Гелльмерс           | Данія                 | Оберштурмфюрер резерву СС   | Командир 6-ї роти 2-го батальйону 49-го добровольчого танково-гренадерського полку СС «Де Рюйтер» 23-ї добровольчої танково-гренадерської дивізії СС «Недерланд» | 5 березня 1945    |                                                                         |
| 64 |            | Альфредо Карпането           | Королівство Італія    | Унтерофіцер                 | Командир танку 2-ї роти 502-го важкого танкового батальйону | 28 березня 1945   | Загинув у бою. Єдиний кавалер серед італійських добровольців вермахту.  |
| 65 |            | Альфредс Ріекстіньш          | Латвія                | Унтершарфюрер військ СС     | Службовець 1-ї роти 19-го фузілерного батальйону військ СС 19-ї гренадерської дивізії військ СС                                                                  | 5 квітня 1945     |                                                                         |
| 66 |            | Жак Леруа                    | Бельгія               | Унтерштурмфюрер СС          | Командир 1-ї роти 69-го добровольчого моторизованого полку СС 28-ї добровольчої гренадерської дивізії СС «Валлонія»                                              | 20 квітня 1945    |                                                                         |
| 67 |            | Франсуа Аполло               | Франція               | Унтершарфюрер легіону СС    | Командир взводу 33-ї гренадерської дивізії СС «Шарлемань» | 29 квітня 1945    |                                                                         |
| 68 |            | Ежен Вало                    | Франція               | Унтершарфюрер легіону СС    | Командир взводу 33-ї гренадерської дивізії СС «Шарлемань» | 29 квітня 1945    |                                                                         |
| 69 |            | Анрі-Жозеф Фене              | Франція               | Гауптштурмфюрер військ СС   | Командир штурмового батальйону 33-ї гренадерської дивізії СС «Шарлемань»                                                                                         | 29 квітня 1945    |                                                                         |
| 70 |            | Андрейс Фрейманіс            | Латвія                | Оберштурмфюрер військ СС    | Командир 13-ї роти 44-го гренадерського полку СС 19-ї гренадерської дивізії військ СС                                                                            | 5 травня 1945     | Хрест був вручений 16 березня 1993 року.                                |
| 71 |            | Робертс Гайгалс              | Латвія                | Оберштурмфюрер військ СС    | Командир 6-ї роти 42-го гренадерського полку військ СС «Волдемарс Вейсс» 19-ї гренадерської дивізії військ СС                                                    | 5 травня 1945     |                                                                         |
| 72 |            | Йоган Гавік                  | Нідерланди            | Унтерштурмфюрер СС          | Командир 1-ї роти 4-го танкового батальйону 4-ї поліцейської дивізії СС.                                                                                         | 6 травня 1945     |                                                                         |
| 73 |            | Волдемарс Рейнголдс          | Латвія                | Штурмбанфюрер військ СС     | Командир 3-го батальйону 43-го гренадерського полку військ СС (латвійського № 5) 19-ї гренадерської дивізії військ СС                                            | 11 травня 1945    |                                                                         |
| 74 |            | Карліс Сенсбергс             | Латвія                | Унтершарфюрер військ СС     | Командир групи 43-го гренадерського полку військ СС (латвійського № 5) 19-ї гренадерської дивізії військ СС                                                      | 11 травня 1945    |                                                                         |